# ۹۳ (عدد)
۹۳(نود و سه) یک عدد طبیعی است که بعد از ۹۲ و قبل از ۹۴ قرار دارد.